# Cuba en los Juegos Olímpicos de París 2024
Cuba compitió en los Juegos Olímpicos de París 2024 del 26 de julio al 11 de agosto de 2024. Fue la vigesimosegunda aparición del país en los Juegos Olímpicos de Verano. Para estos juegos, Cuba estuvo representada por 61 atletas, lo que significó su delegación más pequeña desde 1964 y la primera vez desde ese año que Cuba compitió con menos de cien atletas. Los portadores de la bandera en la ceremonia de apertura fueron el boxeador Julio César La Cruz y la judoka Idalys Ortiz.
Cuba finalizó los juegos de París con nueve medallas. Si excluímos las citas olímpicas de 1984 y 1988 las cuales el país boicoteó por motivos políticos, la actuación de Cuba fue la peor actuación desde 1972, cuando ganó ocho medallas. Las dos medallas de oro fueron también la cifra más baja de Cuba desde 1968, cuando no ganó ninguna. Esta fue la primera vez desde 1972 que Cuba no logró ganar al menos diez medallas, la primera vez desde 1968 en que Cuba ganó dos o menos medallas de oro, y la primera vez desde 1960 que Cuba no ganó una medalla en atletismo.
A pesar de la decepcionante actuación, una de las dos medallas de oro fue ganada por Mijaín López en la lucha grecorromana masculina de 130 kg, quien se convirtió en la primera persona (hombre o mujer) en la historia olímpica (de invierno o verano) en ganar cinco medallas de oro consecutivas en la misma prueba individual. Tras su logro, decidió retirarse y dar por terminada su carrera como luchador profesional. 

## Medallistas
El equipo olímpico cubano obtuvo las siguientes medallas:
| Nombre                   | Deporte            | Competición |
| ------------------------ | ------------------ | ----------- |
| Oro                      |                    |             |
| Mijaín López Núñez       | Lucha grecorromana | 130 kg M    |
| Erislandy Álvarez        | Boxeo              | 63,5 kg M   |
| Plata                    |                    |             |
| Yusneylis Guzmán         | Lucha libre        | 50 kg F     |
| Bronce                   |                    |             |
| Arlen López              | Boxeo              | 80 kg M     |
| Luis Alberto Orta        | Lucha grecorromana | 67 kg M     |
| Gabriel Rosillo Kindelán | Lucha grecorromana | 97 kg M     |
| Milaymis Marín Potrillé  | Lucha libre        | 76 kg F     |
| Yarisleidis Duboys       | Piragüismo         | C1 200 m F  |
| Rafael Alba Castillo     | Taekwondo          | +80 kg M    |